# Zayed bin Sultan Al Nahyan
Zayed bin Sultan Al Nahyan (în arabă ٱلـشَّـيْـخ زَايِـد بِـن سُـلْـطَـان آل نَـهْـيَـان‎, Zāyed bin Sulṭān Āl Nahyān; n. 6 mai 1918, Abu Dhabi, EAU – d. 2 noiembrie 2004, Abu Dhabi, EAU) a fost emir de Abu Dhabi pentru aproape 40 de ani (6 august 1966 – 2 noiembrie 2004). 
Este părintele fondator și principala forță din spatele formării Emiratelor Arabe Unite așa cum sunt cunoscute astăzi, devenind primul președinte al acestei federații de monarhii absolutiste, aflându-se în această postură pentru aproape 33 de ani, din 1971 până la moartea sa în 2004. 
El este numit popular în Emiratele Arabe Unite ca „Părintele Națiunii”. Anul 2018 a fost declarat „Anul lui Zayed”, fiind centenarul nașterii sale, iar pentru a marca acest an comemorativ, compania aeriană Emirates a adăugat la designul exterior al unor avioane din flota sa o fotografie a marelui lider alături de mesajul „Year of Zayed - 100 years from the birth of the great leader”.